# Alexandre Cuvillier
Alexandre Cuvillier (Cucq, 17 juni 1986) is een Franse voetballer (middenvelder) die voor het laatst uitkwam voor US Boulogne. Cuvillier speelde drie seizoenen in  de Ligue 1, waarvan twee met US Boulogne en één met AS Nancy.  